# Heterobranchus longifilis
Espèce
Synonymes
- Clarias loangwensis Worthington, 1933[2] [3]
- Heterobranchus laticeps Peters, 1852[2] [3]
- Heterobranchus platycephalus Nichols & LaMonte, 1934[2]

Statut de conservation UICN

 LC  : Préoccupation mineure
Heterobranchus longifilis, appelé Vundu dans les pays dont il est originaire, est une espèce de poissons-chats de la famille des Clariidae.

## Répartition
Heterobranchus longifilis se rencontre en Afrique, notamment dans le Nil, le bassin du Congo et le Zambèze.

## Description
La taille maximale connue pour Heterobranchus longifilis est de 150 cm pour un poids de 55 kg.

## Étymologie
Son nom spécifique, longifilis, du latin longus, « long », et filis, « filament », fait référence à ses longs barbillons